# NB-7 Enare II
NB-7 Enare II (Naoružani brod-7 — Вооружённый корабль-7 «Энаре II») — патрульный корабль партизанских военно-морских сил Югославии. Ранее использовался как паром и рыболовное судно.
В ночь с 21 на 22 апреля 1944 у острова Млет столкнулся с дружественным кораблём NB-8 и получил серьёзные повреждения, а чуть позже попал под авианалёт люфтваффе. Уцелевшие члены экипажа приняли решение взорвать и затопить корабль во избежание его попадания в руки немцев или усташей.